# Stretto di San Bernardino

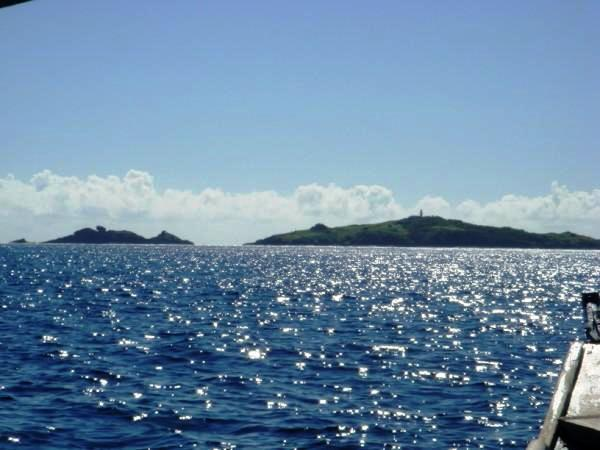
Le isole di San Bernardino

Lo stretto di San Bernardino separa, nelle Filippine, la penisola di Bicol, sull'isola di Luzon dall'isola meridionale di Samar.

## Storia
La Prima documentazione della presenza degli spagnoli risale alla spedizione di Ruy Gomez De Villalobos del 1543-1545. Villalobos era stato inviato in queste terre dal viceré del Messico, che agiva per conto di Carlo V, nel tentativo di stabilire una colonia spagnola che fosse vicina alle Molucche, allora occupate dai portoghesi.
Nella seconda guerra mondiale, durante la battaglia del Golfo di Leyte, l'ammiraglio giapponese Kurita fece transitare attraverso questo stretto le principali corazzate della Flotta Imperiale Giapponese. Con queste unità avrebbe dovuto attaccare i trasporti della flotta statunitense ancorati nel Golfo di Leyte.